# Rette mich, wer kann
Rette mich, wer kann ist eine sechsteilige Fernsehkomödie über die Abenteuer des Münchner Bestattungsunternehmers Oskar Schatz (Helmut Fischer).
Die Serie wurde 2017 auf DVD veröffentlicht.

## Folgen
1. Ein Horoskop – zum Fürchten
2. Die Nacht der offenen Tür
3. Witwentrost und Leidenschaft
4. Kulturpause
5. Das Weltmacht-Weib
6. Feig – aber tapfer